# Betlém (přírodní památka)
Betlém je přírodní památka poblíž obce Pasohlávky v okrese Brno-venkov. Z východu navazuje na chráněné území Dolní mušovský luh. Památka vznikla v místě vytěžené štěrkovny sloužící pro stavbu hrází novomlýnských nádrží. Následně se stala studijní plochou Přírodovědného oddělení Moravského zemského muzea v Brně. Důvodem ochrany je zachování typické bažiny i aluvia řeky Jihlavy a lužního lesa.
Během pěti let od roku 1989 byly na lokalitu umisťovány želvy bahenní (Emys orbicularis). Jejich populace se ukázala být životaschopnou, zvětšovala se a v roce 2023 byla její početnost odhadována na 300 jedinců.